# Emelyne Laurent
Emelyne Laurent (Fort-de-France, 4 novembre 1998) è una calciatrice francese, attaccante del Milan.

## Palmarès

### Club

#### Competizioni nazionali
- Campionato tedesco: 1

Bayern Monaco: 2022-2023
- Campionato francese: 3

Olympique Lione: 2017-2018, 2018-2019, 2019-2020
- Coppa di Francia: 1

Olympique Lione: 2018-2019
- Supercoppa spagnola: 1

Atlético Madrid: 2021

#### Competizioni internazionali
- UEFA Women's Champions League: 3

Olympique Lione: 2017-2018, 2018-2019, 2021-2022